# 382 aC
El 382 aC va ser un any del calendari romà prejulià. Durant la República Romana i l'Imperi, era conegut com a any del tribunat de, Maluginense, Cras, Fidenat, Camerí i  (o, més rarament, any 372 ab urbe condita o de la fundació de Roma). L'ús del nom «382 aC» per referir-se a aquest any es remunta a l'alta edat mitjana, quan el sistema Anno Domini va ser el mètode de numeració dels anys més comú a Europa.

## Esdeveniments

### Antiga Grècia
- Primavera: començament de la guerra entre Esparta i Olint (fi l'any 379 aC).[2] Acant i Apol·lònia es queixen a Esparta dels olintis, que volen fer-los entrar per la força a la Lliga Calcídica que dirigeixen. La demanda del rei de Macedònia Amintes III de Macedònia que se sent amenaçat per Olint i les negociacions entra Olint, Tebes i Atenes, decideixen la Lliga del Peloponnès a intervenir.[3]
- Durant l'estiu, Esparta envia diversos contingents a la Península Calcídica. Quan Fèbides, general espartà, anava cap a Acantos i Apol·lònia d'Il·líria que havien sol·licitat l'ajut d'Esparta en un conflicte, va passar per Tebes on el cap opositor oligàrquic Leontiades de Tebes, rival d'Ismènies, li va demanar conquerir i establir una guarnició a Cadmea (la ciutadella de Tebes). Els espartans van ocupar Cadmea amb ajut dels oligarques i van enderrocar a Ismènies.[4]

### Imperi Aquemènida
- 18 de juny i 12 de desembre: eclipsis lunars observats a Babilònia.[5]

### Antiga Roma
- 31 de juliol del calendari romà: són elegits a Roma sis tribuns amb potestat consular: Espuri Papiri Cras, Luci Papiri Cras, Servi Corneli Maluginense, Quint Servili Fidenat, Gai Sulpici Pètic (o Servi Sulpici Pretextat), Luci Emili Mamercí.[5][6][7]
- Praeneste fa una crida als volscs per donar suport a la revolta dels llatins contra Roma: prenen la colònia romana de Sàtricum. Roma declara la guerra a Preneste.[8]
- Velitres, ciutat del Latium, es suma a la rebel·lió contra Roma. Els tribuns Espuri Papiri Cras i Luci Papiri Cras ataquen la ciutat amb èxit. Dirigeixen també un atac contra Praeneste.[9]

## Naixements
- Filip II de Macedònia, fill petit d'Amintes III i d'Eurídice I.[10]
- Antígon el Borni, general macedoni que va arribar a ser rei de Macedònia (data aproximada).[11]